# Parlament Mercosuru
Parlament Mercosuru (hiszp. Parlamento del Mercosur, port. Parlamento do Mercosul), Parlasur, Parlasul – organ doradczy Wspólnego Rynku Południa.

## Historia
W 2003 roku podczas spotkania międzyrządowego Mercosur ustalono powołanie komisji mającej przygotować Protokół Statutowy ustanawiający Parlament Mercosuru. Zgodnie z dokumentem wybory miały odbywać się powszechnie (od 2011) i jednocześnie we wszystkich państwach (od 2015).
Powołany do życia 9 grudnia 2005 roku, działalność rozpoczął 7 maja 2007 roku.

## Ordynacja
W parlamencie zasiada obecnie 186 posłów III kadencji. Dla każdego kraju są przewidziane progi gwarantujące minimalną liczbę mandatów.
Podczas pierwszej kadencji w Parlasur zasiadali delegaci wybierani przez parlamenty narodowe. Od czasu II kadencji wybory bezpośrednie odbywają się w Argentynie i Paragwaju.
Od 2020 wszyscy członkowie organizacji mają obowiązek przeprowadzania wyborów powszechnych i bezpośrednich.

## Zadania
Parlament nie dysponuje realną władzą. Pełni funkcje doradczą i opiniującą. Co roku składa sprawozdanie z przestrzegania praw człowieka w krajach Mercosur. Na mocy protokołu z Ushuaia opiniuje przestrzeganie demokracji w państwach członkowskich oraz praw człowieka i demokracji w Chile i Boliwii.
Parlasur musi przygotowywać zawczasu opinie dotyczącą dyrektyw, rezolucji i decyzji podejmowanych przez pozostałe instytucje organizacji, kiedy jest to niezbędne dla ich wdrażania w parlamentach krajowych.
Kompetencje obejmujące relacje z innymi organami charakteryzuje Protokół Statutowy Parlamentu Mercosur.
Parlament jest jedynym organem w organizacji, w którym decyzje nie muszą zapadać jednomyślnie.
Parlasur wydaje: opinie, deklaracje, rekomendacje, raporty, przepisy, projekty standardów, proponowane projekty standardów.

## Struktura
Sala plenarna i komisje mieszczą się w Montevideo. Musi odbywać się przynajmniej jedna sesja miesięcznie. Parlamentarzyści i Rada Wspólnego Rynku mogą zwołać posiedzenie nadzwyczajne. Protokół przewiduje możliwość prowadzenia wideokonferencji bez potrzeby obecności posłów na sali.